# Hofastronom
Ein Hofastronom ist ein Astronom, der im Dienst eines Monarchen steht. Bis vor einigen Jahrhunderten gab es auf fast allen Königs- und Kaiserhöfen, aber auch an den Höfen anderer Fürsten und vieler höherer Adeliger Hofastronomen. Ein aktueller Hofastronom ist der Astronomer Royal als „Hofastronom“ des britischen Monarchen.

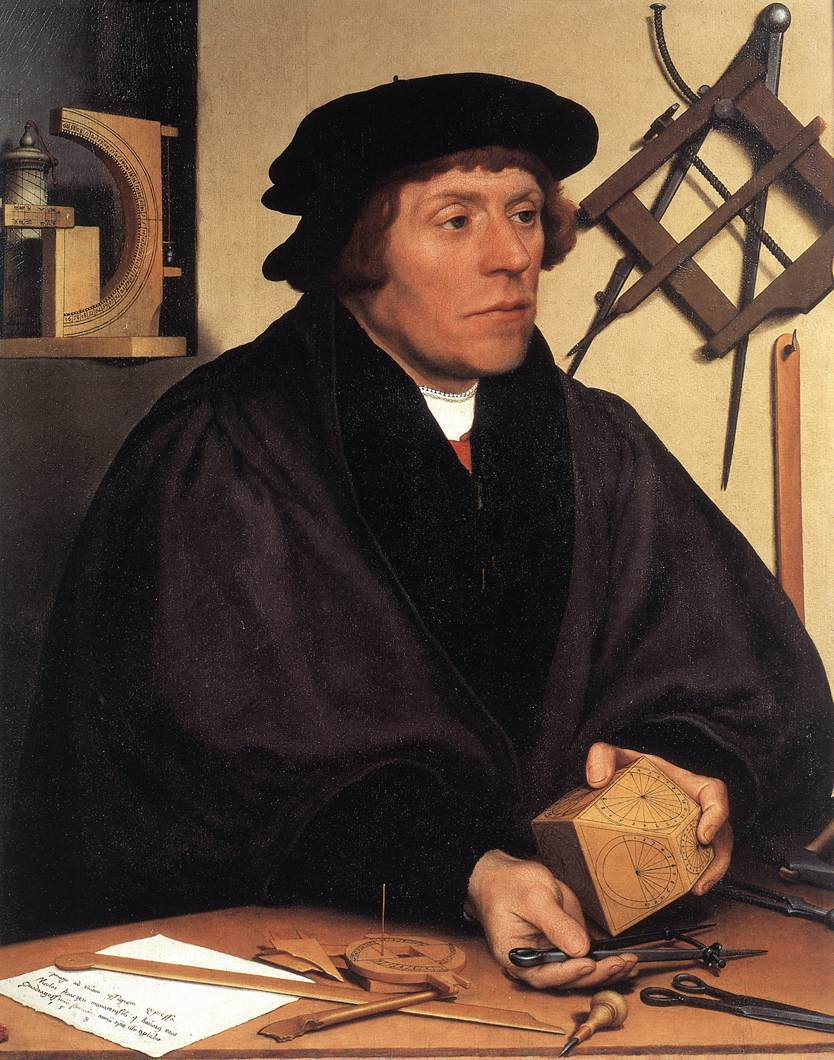
Porträt von Nicolaus Kratzer, Hofastronom von Heinrich VIII.

## Aufgaben
Hofastronomen haben die Aufgabe der Beratung gegenüber dem jeweiligen Herrscher. Anfangs war die Astronomie kaum von der unwissenschaftlichen Astrologie zu trennen, daher führten Hofastronomen häufig astrologische Funktionen wie astrologischen Vorhersagen über die Zukunft durch. Später hatten sie Aufgaben wie die korrekte Zeitmessung im jeweiligen Herrschaftsgebiet, Kartografie, Landesvermessung oder die Navigation.

## Geschichte
Für Personen in der Urgeschichte und der Antike, die eine derartige Tätigkeit auf einem Hof ausgeübt hatten, siehe „Priesterastronom“.
Seit dem 16. Jahrhundert werden Hofmathematiker, Hofkosmograph, Hofgeograph oder Hofastronom auch als Ehrentitel vergeben.
Karl II., der König des Königreichs England, rief am 22. Juni 1675 das Amt des Astronomer Royal ins Leben und gründete zeitgleich das Royal Greenwich Observatory als Arbeitsplatz für ihn. Das Jahresgehalt betrug 100 Pfund Sterling, was heute ungefähr 20.000 Euro entsprechen würde.

## Liste bekannter Hofastronomen
Der Astronomer Royal in England und der Astronomer Royal for Scotland in Schottland, beides Teil des Vereinigten Königreichs, wird als „Hofastronom“ des britischen Monarchen bezeichnet, zu allen Inhabern dieser Funktion siehe die dortigen Listen.
Einzelne Personen (chronologisch):
| Name                                 | Lebensdaten   | Lebensdaten   | Zeit als Hofastronom   | Zeit als Hofastronom | Herrscher/Ort                                                  | Beleg(e)      |
| Name                                 | Geboren       | Gestorben     | von                    | bis                  | Herrscher/Ort                                                  | Beleg(e)      |
| ------------------------------------ | ------------- | ------------- | ---------------------- | -------------------- | -------------------------------------------------------------- | ------------- |
| Astronomus                           |               |               | um 814                 | vor 841              | Ludwig der Fromme                                              | [ 3 ]         |
| / Tomaso di Pizzano                  |               |               | 1368                   |                      | Karl V./Paris                                                  | [ 4 ]         |
| Yi Sun-ji                            |               |               | nach 1417              | vor 1451             | Sejong/Joseon-Dynastie                                         | [ 5 ]         |
| Dschamschid Masʿud al-Kaschi         | 1380          | 22. Juni 1429 | 1416                   | 1427                 | Ulugh Beg/Samarqand                                            | [ 6 ]         |
| Johann Nihil                         |               | 1457          |                        | 1457                 | Friedrich III.                                                 | [ 7 ]         |
| Georg von Peuerbach                  | 30. Mai 1423  | 8. Apr. 1461  | 1457                   | 8. Apr. 1461         | Ladislaus Postumus und Friedrich III.                          | [ 8 ]         |
| Johannes Tolhopf                     | 1429          | 28. Apr. 1503 | 1480                   |                      | Matthias Corvinus/Budapest                                     | [ 9 ]         |
| / Johannes Carion                    | 22. März 1499 | 2. Feb. 1537  |                        |                      | Joachim I./Brandenburg                                         | [ 10 ]        |
| / Nicolaus Kratzer                   | 1487          | 3. Aug. 1550  | 1519                   | 1550                 | Heinrich VIII./Greenwich                                       | [ 11 ] [ 12 ] |
| Jakob Cuno                           |               |               | 13. Nov. 1555          |                      | Karl V./Berlin                                                 | [ 13 ]        |
| Taqi ad-Din                          | 1526          | 1585          | 1574                   | 1577                 | Selim II./Konstantinopel                                       | [ 14 ]        |
| Georg Caesius                        | 1543          | 1604          |                        |                      | Georg Friedrich I./Ansbach                                     | [ 15 ]        |
| Tycho Brahe                          | 14. Dez. 1546 | 24. Okt. 1601 | 1575                   | 24. Okt. 1601        | Rudolf II./Prag                                                | [ 16 ] [ 17 ] |
| Jost Bürgi                           | 28. Feb. 1552 | 31. Jan. 1632 | 1579                   | 1604                 | Wilhelm IV./Kassel                                             | [ 18 ]        |
| Galileo Galilei                      | 15. Feb. 1564 | 8. Jan. 1642  | 1610                   |                      | Cosimo II. de’ Medici/Pisa                                     | [ 19 ]        |
| Johannes Kepler                      | 27. Dez. 1571 | 15. Nov. 1630 | 1599/1601              |                      | Rudolf II./Prag                                                | [ 17 ] [ 20 ] |
| Simon Marius                         | 10. Jan. 1573 | 5. Jan. 1625  | 1606                   | 5. Jan. 1625         | Joachim Ernst/Ansbach                                          | [ 21 ]        |
| Adam Schall von Bell                 | 1. Mai 1591   | 15. Aug. 1666 |                        |                      | Shunzhi/Peking                                                 | [ 22 ]        |
| Johann Grueber                       | 28. Okt. 1623 | 30. Sep. 1680 | 1659                   | 1661                 | Shunzhi/Peking                                                 | [ 23 ]        |
| John Flamsteed                       | 19. Aug. 1646 | 31. Dez. 1719 | 1675                   | 1719                 | Karl II., Jakob II., Wilhelm III., Anne und Georg I./Greenwich | [ 24 ]        |
| Kilian Stumpf                        | 13. März 1655 | 24. Juli 1720 |                        | 24. Juli 1720        | Kangxi/Peking                                                  | [ 25 ]        |
| Johann Koffler                       | 19. Juni 1711 | Dez. 1780     | zwischen 1740 und 1747 | 1755                 | Cochinchina                                                    | [ 26 ]        |
| Christian Mayer                      | 20. Aug. 1719 | 16. Apr. 1783 | 1763                   | 16. Apr. 1783        | Karl Theodor/Mannheim                                          | [ 27 ] [ 28 ] |
| Maximilian Hell                      | 15. Mai 1720  | 14. Apr. 1792 |                        |                      |                                                                | [ 29 ] [ 30 ] |
| / Nevil Maskelyne                    | 6. Okt. 1732  | 9. Feb. 1811  | 1765                   | 9. Feb. 1811         | Georg III./Greenwich                                           | [ 31 ]        |
| Karl König                           |               |               | 16. Apr. 1783          | ca. 1787             | Karl Theodor/Mannheim                                          | [ 27 ]        |
| Johann Nepomuck Fischer              | 5. März 1749  | 21. Feb. 1805 | ca. 1787               | ca. 1788             | Karl Theodor/Mannheim                                          | [ 27 ]        |
| Peter Ungeschick                     | 3. Juli 1760  | Nov. 1790     | ca. 1788               | Nov. 1790            | Karl Theodor/Mannheim                                          | [ 27 ]        |
| Roger Barry                          | 30. Sep. 1752 | 15. Okt. 1813 | Nov. 1790              | 15. Okt. 1813        | Karl Theodor und Maximilian I. Joseph/Mannheim                 | [ 27 ]        |
| Tobias Bürg                          | 24. Dez. 1766 | 15. Nov. 1835 | ca. 1799               | 1818                 | Franz II./Wien                                                 | [ 32 ] [ 33 ] |
| Johann Georg von Soldner             | 24. Dez. 1766 | 15. Nov. 1835 | 1815                   | 15. Nov. 1835        | Maximilian I. Joseph/München                                   | [ 34 ]        |
| Friedrich Bernhard Gottfried Nicolai | 25. Okt. 1793 | 4. Juni 1846  | 1816                   | 4. Juni 1846         | Maximilian I. Joseph und Ludwig I./Mannheim                    | [ 27 ]        |
| / William Rowan Hamilton             | 4. Aug. 1805  | 2. Sep. 1865  | 1827                   | 2. Sep. 1865         | Victoria/Dublin                                                | [ 35 ]        |
| Charles Piazzi Smyth                 | 3. Jan. 1819  | 21. Feb. 1900 | 1845                   | 1888                 | Victoria/Edinburgh                                             | [ 36 ]        |
| Eduard Schönfeld                     | 22. Dez. 1828 | 1. Mai 1891   | 1860                   | 1875                 | Ludwig I. und Maximilian II. Joseph/Mannheim                   | [ 27 ]        |
| Martin Rees                          | 23. Juni 1942 |               | 1995                   | aktiv                | Elisabeth II./Greenwich                                        | [ 37 ]        |

Weiters als Hofastronomen beschrieben wird Anton Pilgram (1730–1793).